# Dynamis du Pont
Dynamis Philoromaios (en grec moderne : Δύναμις Φιλορωμαῖος), plus connue sous le nom de Dynamis du Pont, est une reine du Bosphore et de Colchide qui règne de 45 av. J.-C. à 8 av. J.-C.

## Biographie
Dynamis (la « puissante ») est la fille de Pharnace II et une petite-fille de Mithridate VI, roi du Pont et du Bosphore (108-63 av. J.-C.).

## Famille

### Mariage et enfants
En premières noces, elle épouse le stratège Asandros, vainqueur, meurtrier et successeur de son père, et assure ainsi sa légitimité de 44 à 17 av. J.-C.. De sa première union naît :
- Aspourgos, fondateur de la dynastie qui règne sur un royaume du Bosphore client de Rome jusqu’au IVe siècle ;
- Asandros II (ru).

En deuxièmes noces, elle épouse l’usurpateur Scribonius (15-14 av. J.-C.).
En troisièmes noces, elle épouse le roi Polémon Ier du Pont (14 à 8 av. J.-C.). Ce dernier mariage dure un an.

## Galerie

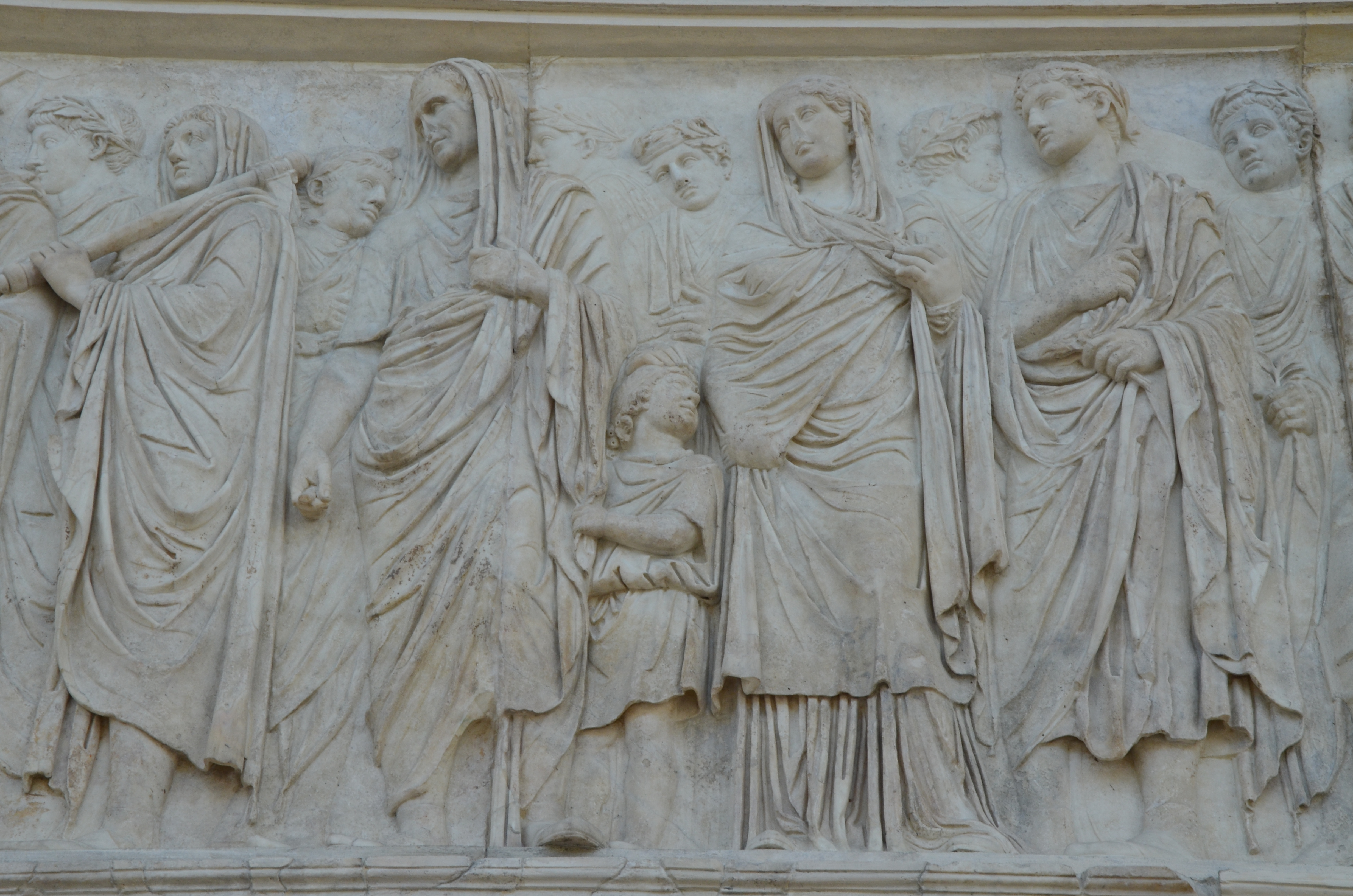
Partie de la frise sud de l'Ara Pacis (Dynamis est la femme mal travaillée qui pose la main sur la tête d'Aspourgos, son fils).